# Zonguldak (district)
Zonguldak is een Turks district in de provincie Zonguldak en telt 215.922 inwoners (2007). Het district heeft een oppervlakte van 633,0 km². Hoofdplaats is Zonguldak.
De bevolkingsontwikkeling van het district is weergegeven in onderstaande tabel.
| 1997    | 2000    | 2007    |
| ------- | ------- | ------- |
| 219.274 | 218.422 | 215.922 |

Alaplı · Çaycuma · Devrek · Ereğli · Gökçebey · Zonguldak